# 平田道仁
平田 道仁（ひらた どうにん）は、安土桃山時代から江戸時代前期にかけての金工師、七宝師。

## 生涯
天正19年（1591年）に生まれ（一説によれば美濃国の出身）、京都に住む。慶長16年（1611年）に幕府御抱十人扶持となる。道仁は、刀の鐔や武家屋敷の釘隠などの装飾を手がけ、徳川幕府が本拠を江戸に置くに伴い、駿河府中や江戸にも住まい、1646年に56歳で生涯を終えたという。道仁以降、平田一派は七宝師として菅長厚のような弟子も含めて概ね一家相伝で明治時代まで続くことになる。特に、初代の道仁から五代就門までは代々同じ「彦四郎」を名乗った。
初代彦四郎・道仁の子、二代就一（なりかず）は家をつぎ、駿河府中札の辻へ家を移したという。江戸時代中期には平田家5代の就門（なりかど）が、特に名工として名高く、大阪の刀装具・雑貨商であった稲葉新右衛門（1740-1786年）によって天明元年に書かれた装剣奇賞（そうけんきしょう）なる史料によれば、「近世我が邦(くに)に於(おい)てこれを作る人多しといへども、此人に及ぶものなし、此人の作れる所、舶来のものにまされりといはんか」と絶賛されたという。就門は駿河府中から江戸へ家を移した。
そして、就門の弟子、菅長厚（すが ながあつ）は弟子でありながら、享保8年（1723年）、七宝流しの伝を受け、その妙を極めて武州（武蔵国）浄瑠璃坂に住まい活躍したと言われる。また、八代春就（はるなり）の弟子、春寛（はるひろ）は加賀の大聖寺に住み活躍したという（加賀七宝を参照のこと）。
1895年（明治28年）には十一代就之が賞勲局の御用達職人として勲章の製作に従事した。平田家はその後も存続するが、七宝師としての平田家は桃山時代から十一代までが記録に残る。

## 代表作
道仁の作として重要文化財に指定されている花雲形文七宝鐔がある。これは、無銘の作であるが、伝来と後代の在銘の平田七宝鐔との比較により道仁の作と目されたものである。
特筆すべきは、日本国内では多くが不透明な泥七宝釉薬で作られていた時代でありながら、透明感のある、極めて鮮明で鮮やかな色を実現している点であり、一部では透明なガラス質を通して胎の金属が透けて見えてさえいる。このような質感を実現する技術は、平田七宝の大きな特徴であり、他では真似ができないものであった。

## 作例

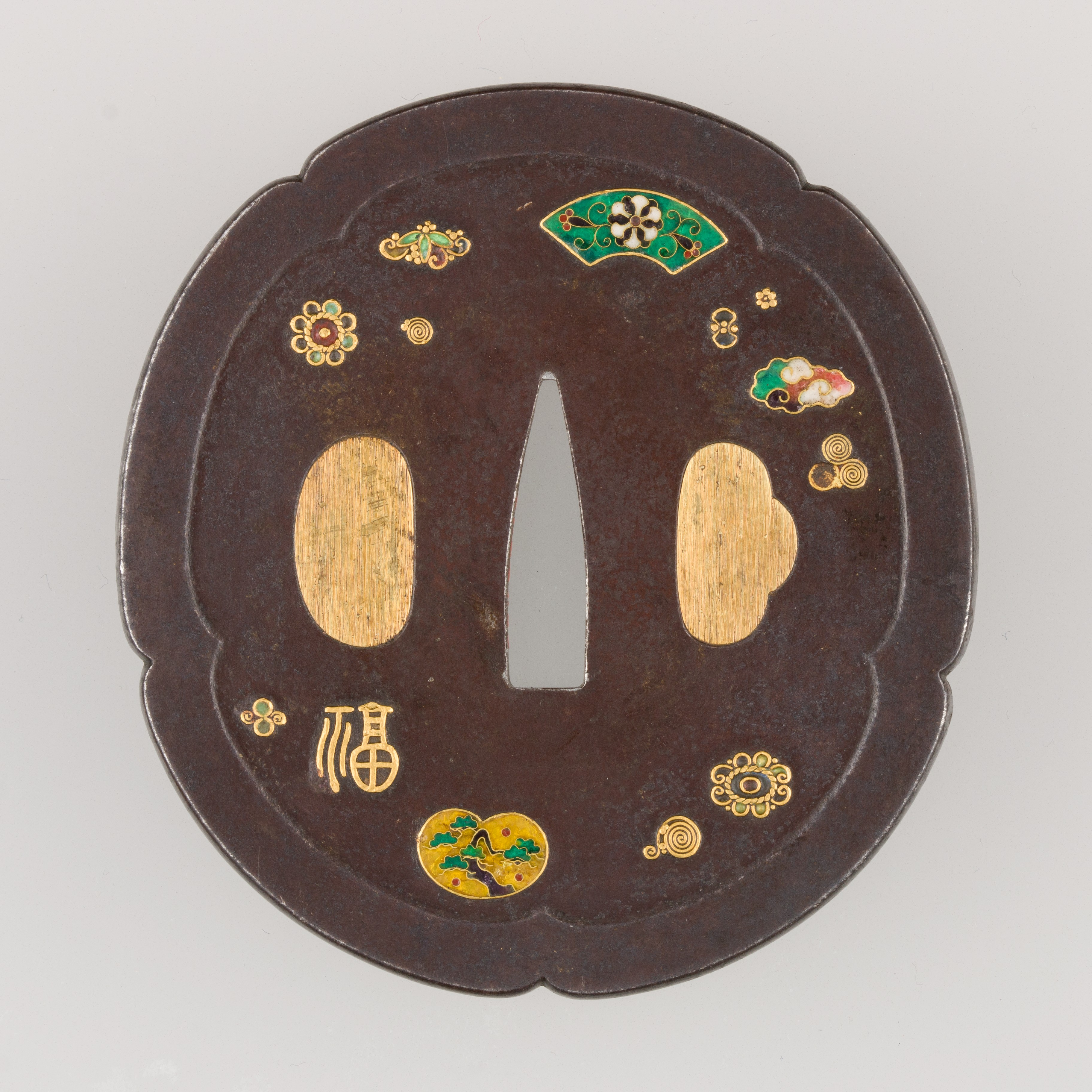
平田春就七宝鍔
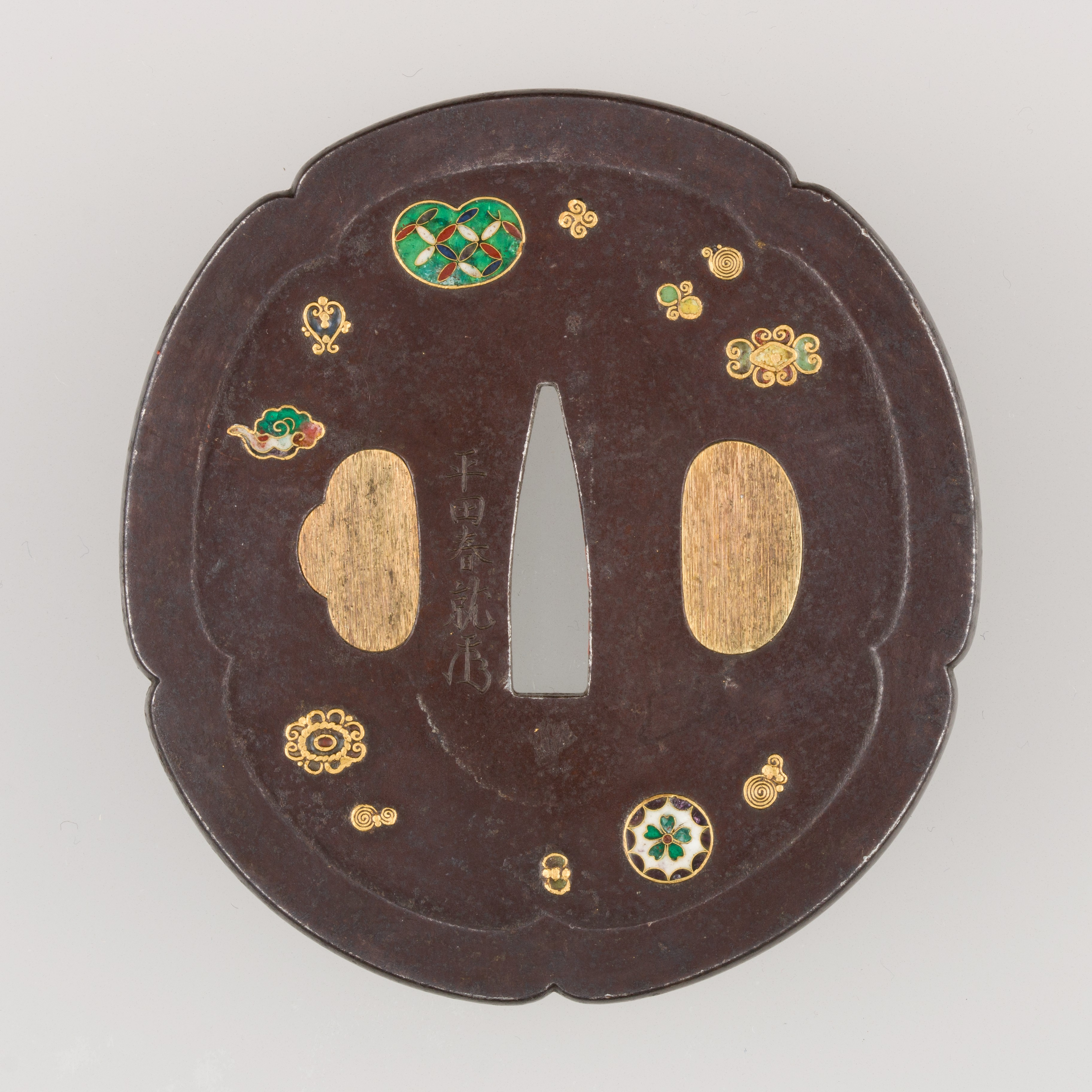
平田春就七宝鍔
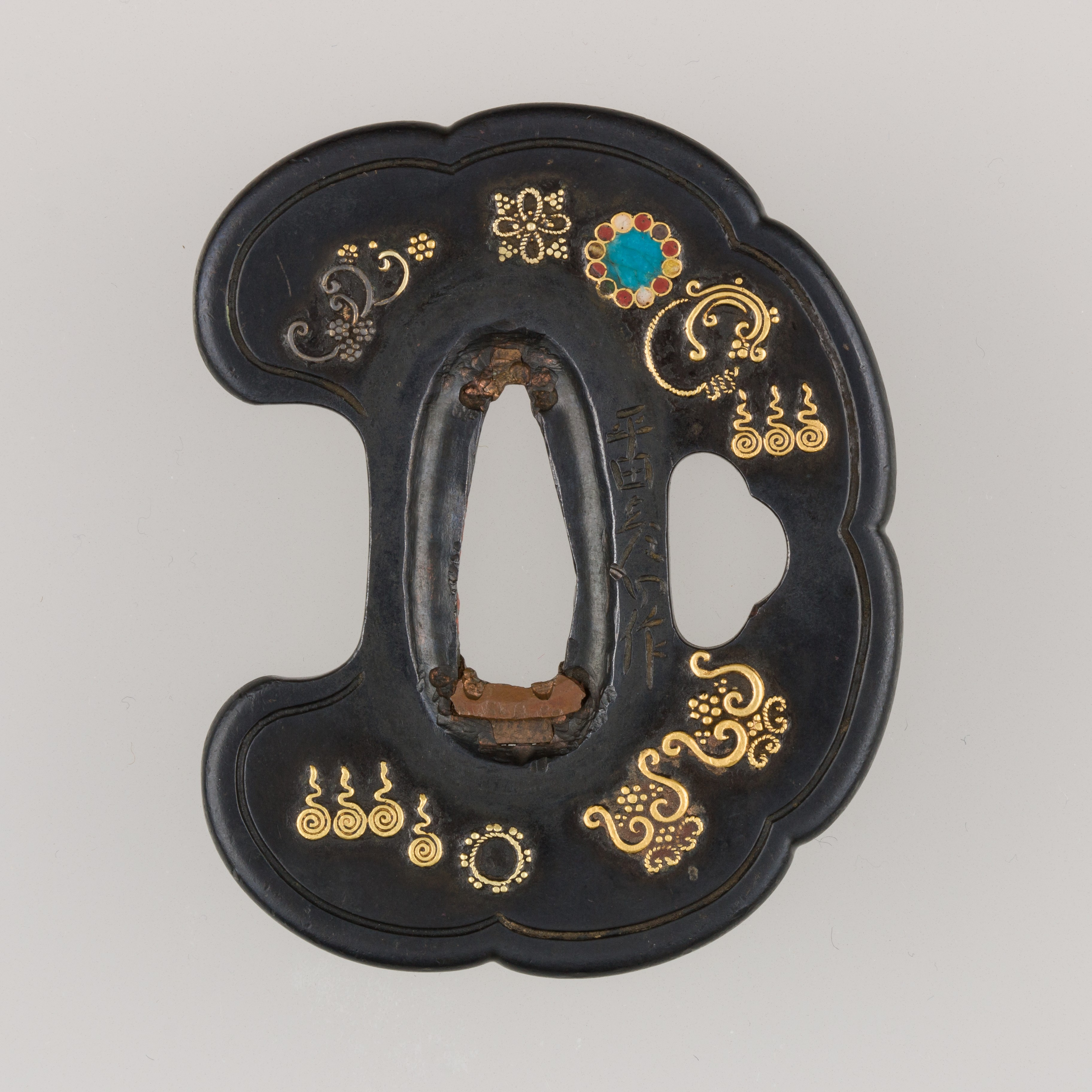
平田派七宝鍔
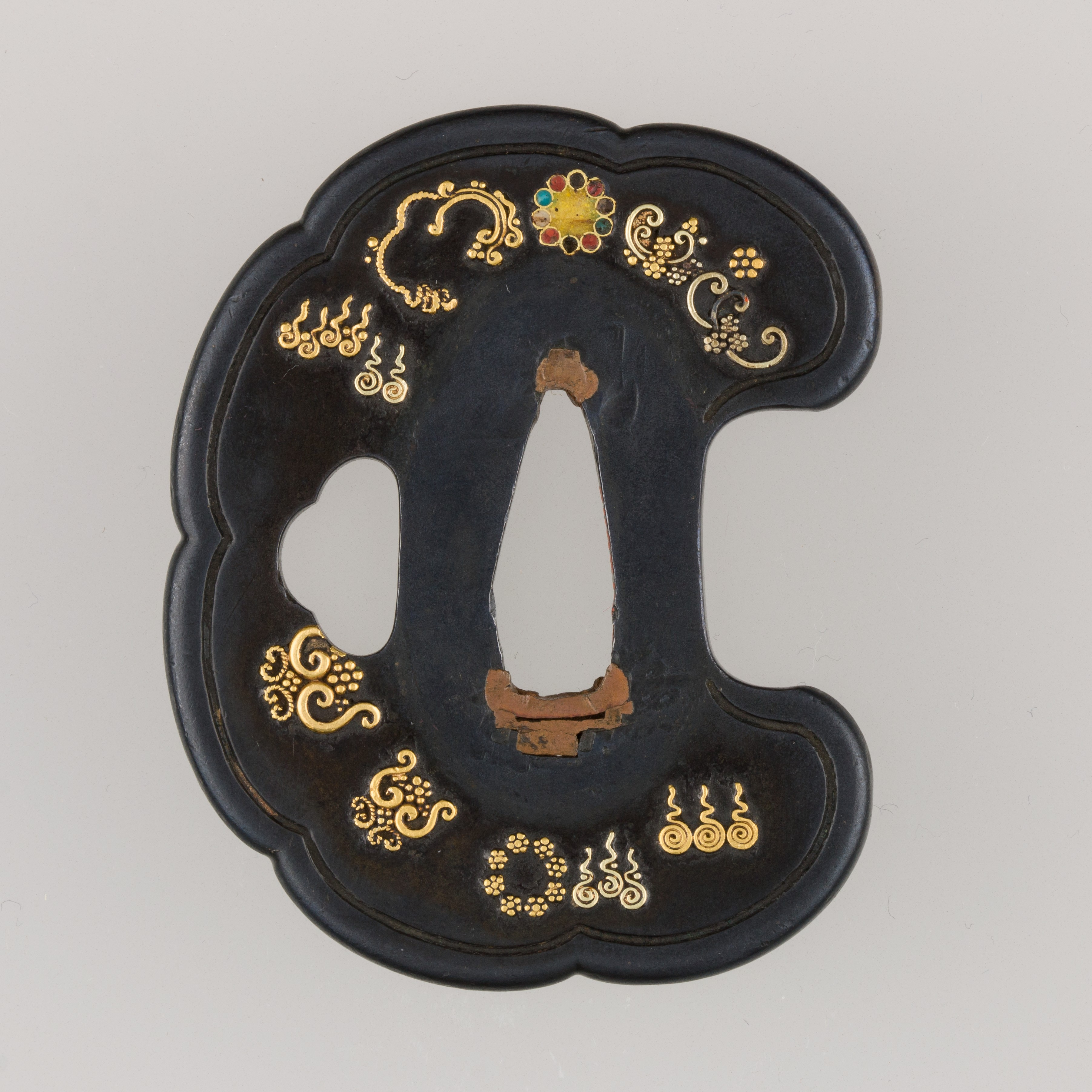
平田派七宝鍔

## 諸説
通説では、道仁は慶長年中に朝鮮人より七宝技術を伝授されたとされているが、この朝鮮工人説については、当時の李朝において七宝が盛んに行われていた形跡がないため、仮に朝鮮人から学んだとしても中国かヨーロッパの七宝技術、あるいは、国内の七宝技術であったと推測されている。朝鮮工人説は、後世の文化7年（1810年）の史料『江都金工名譜』や、天保15年（1844年）の史料、栗原信充著『鏨工譜略 (さんこうふりゃく)』の道仁の項に、「平田彦四朗、京師住、慶長年中、依台命朝鮮人ヨリ七宝ヲ流スヲ受、東都七宝ノ祖トス、御金具師也、正保三年卒」と記載されていることによる。一方で、否定説は製造方法や歴史的背景など様々な観点からあり、たとえば明治28年に出版されたジェームズ・ボウ著「Notes on Shippo（日本の七宝）」では「当時金工技術は日本のほうが進んでおり、わざわざ朝鮮から学ぶはずがない」としている。また、長崎平戸のオランダ商館を通じるなどしてオランダの技術を学んだとする説（詳しくは平戸七宝を参照）や、西洋の釉薬がソーダガラスであるのに対して、平田の釉薬は中国流の鉛ガラスであるが、中国では透明感のある釉薬が見られないことから、国内でソーダガラスに鉛を加えるなどして独自に透明感のある鉛ガラスを開発したと推測する説などがある。
七宝技術習得の経緯は定かではないが、平田一派のいわゆる『平田七宝』は、その遺例を見ると、非常に高度な七宝技術を駆使したものであり、他の系統の七宝とは異なる趣を持つ。なお、一説によれば、道仁は美濃が故郷だったともあるが、その明確な根拠は示されていない。また、道仁と同時期の七宝師に嘉長がおり、同じく京都に居住していたことから、道仁と同一人物視する説も見られるが、作風に隔たりがあるとともに、史料上もこれを明らかにはしがたい（詳しくは「嘉長」を参照のこと）。

## 平田派の系図
- 初代：道仁（どうにん） 彦四郎（1591-1646, 京都・駿河府中）
- 二代：就一（なりかず） 彦四郎（?-1648/52, 駿河府中住）
- 三代：就久（なりひさ） 彦四郎（1616-1671）
- 四代：重賢（しげかた） 彦四郎（1663-1714、後に本常と号す）
- 五代：就門（なりかど） 彦四郎（1670-1757、後に本常と号す、江戸湯島住、この後一般彫金も行う）
- 菅長厚（すが ながあつ）（?-1723, 就門の弟子、弟子としてただ一人七宝技術を伝授される、江戸・武州（武蔵国）浄瑠璃坂住）
- 六代：就行（なりゆき） 市蔵（1718-1770、久蔵・彦四郎とも号す）
- 七代：就亮（なりすけ） 市蔵（1765-1816）
- 八代：春就（はるなり） 友吉（?-1840）
- 春寛（はるひろ）（中村家（中村弥兵衛）、春就の弟子、加賀大聖寺住）
- 春将（はるまさ） 七兵衛（大塚家、春就の弟子、柳島軒と号す）
- 春次（はるつぐ） 七兵衛（大塚家、春就の弟子）
- 春寿（はるとし）（内野家、春就の弟子、一元子と号す）
- 九代：就将（なりまさ） 良蔵・彦乗（?-1858, りょうぞう・げんじょう）
- 十代：春行（はるゆき） 彦四郎（1839-1895, 明治維新後東京根岸に向上を経営し、七宝兼彫物師として活躍。勲賞・賞碑を作る）
- 十一代：就之（なりゆき）（1895年（明治28年）家業を継ぎ、政府賞勲局のご用達として勲賞の製作に従事）